# Gamba Osaka
El Gamba Osaka és un club de futbol japonès de la ciutat de Suita a la Prefectura d'Osaka.

## Història
El club es fundà l'any 1980 com a equip de la Corporació Panasonic amb el nom de Matsushita Electric Industrial, anomenat més tard Panasonic Corporation Soccer Club (2008). Fou membre fundador de la J. League el 1993 amb el nom de Gamba Osaka (adoptat el 1991). El nom de l'equip Gamba prové de la paraula italiana "gamba" que significa "pota" i la paraula japonesa ganbaru (頑 張 る), que significa "fer el millor" o "mantenir-se ferm".

## Futbolistes destacats
- Akihiro Nagashima 1983 - 1993
- Withaya Laohakul 1986 - 1987
- Hiromitsu Isogai 1992 - 1996
- Koji Kondo 1991 - 1998
- Edivaldo 1992
- Jia Xiuquan 1993
- Sergei Aleinikov 1993 - 1995
- Oleh Protàssov 1994 - 1995
- Akhrik Tsveiba 1994 - 1996
- Hans Gillhaus 1995 - 1996
- Tsuneyasu Miyamoto 1995 - 2007
- Boban Babunski 1996 - 1998
- Mladen Mladenović 1996 - 1997
- Junichi Inamoto 1997 - 2001
- Nebojša Krupniković 1997 - 1998
- Amir Karič 1997 - 1998
- Patrick M'Boma 1997 - 1998
- Ryota Tsuzuki 1997 - 2002
- Hideo Hashimoto 1998 - 2011
- Yuji Hironaga 1998 - 1999
- Anto Drobnjak 1998 - 1999
- Takahiro Futagawa 1999 -
- Masashi Oguro 1999 - 2005
- Piotr Świerczewski 1999
- Nino Bule 2000 - 2001
- Yasuhito Endō 2001 -
- Satoshi Yamaguchi 2001 - 2011
- Mirko Hrgović 2001
- Magrão 2002 - 2004
- Marcelinho Carioca 2002
- Fabinho 2002
- Francisco Arce 2003
- Sidiclei 2004 - 2007
- Yōsuke Fujigaya 2005 - 2013, 2015 -
- Araújo 2005
- Tomokazu Myojin 2006 -
- Akira Kaji 2006 - 2014
- Kazuki Teshima 2006
- Magno Alves 2006-2007
- Bare 2007-2008

## Palmarès

### Matsushita
- Campionat del Japó de futbol:
  - 1983
- Japan Soccer League (2a Divisió):
  - 1985-86
- Copa de l'Emperador:
  - 1990

### Gamba Osaka
- J. League:
  - 2005, 2014
- Copa de l'Emperador:
  - 2008, 2009, 2014
- Copa J. League:
  - 2007, 2014
- Supercopa Xerox:
  - 2007, 2015
- Lliga de Campions de l'AFC:
  - 2008
- Queen's Cup:
  - 1992
- Campionat Pan-pacífic:
  - 2008

## Entrenadors
| Entrenador         | Nac.     | Anys      |
| ------------------ | -------- | --------- |
| Kunishige Kamamoto | Japó     | 1992-1994 |
| Siegfried Held     | Alemanya | 1995      |
| Josip Kuže         | Croàcia  | 1996-1997 |
| Friedrich Koncilia | Àustria  | 1997-1998 |
| Frédéric Antonetti | França   | 1998-1999 |
| Hiroshi Hayano     | Japó     | 1999-2001 |
| Kazuhiko Takemoto  | Japó     | 2001      |
| Akira Nishino      | Japó     | 2002-2012 |
| José Carlos Serrão | Brasil   | 2012      |
| Masanobu Matsunami | Japó     | 2012      |
| Kenta Hasegawa     | Japó     | 2013-     |